# Шуменско езеро
Шуменското езеро е язовир в Североизточна България с водна площ близо 1 км².

## Разположение
Водоемът е разположен непосредствено край град Шумен, на югоизток от неговия център, между шуменския квартал Дивдядово на югозапад, местност Сусурлук на северозапад, шуменския булевард „Ришки проход“ на североизток, път I-7 и жлезопътна линия на югоизток.
Наподобява неправилен четириъгълник. Язовирната му стена е от югоизток.

## Фауна
Езерото приютява следните риби: каракуда, червеноперка, шаран, бял амур, щука, сом и толстолоб. Подходящо е за спортен риболов и по бреговете му често се организират турнири по спортен риболов.
През зимните месеци язовирът е дом на много водолюбиви птици, които зимуват в страната. Срещат се сива чапла, голям корморан, черноврат гмурец, малък гмурец, лиска, жълтокрака чайка, зеленоглава патица и други.